# Drillia annielonae
Drillia annielonae is een slakkensoort uit de familie van de Drilliidae. De wetenschappelijke naam van de soort is voor het eerst geldig gepubliceerd in 2007 door Nolf & Verstraeten.